# Рузвелтово језеро
Рузвелтово језеро (енгл. Lake Roosevelt) је вештачко језеро у Сједињеним Америчким Државама. Налази се на територији америчке савезне државе Вашингтон. Површина језера износи 332 km².